# Super Mario Galaxy
Super Mario Galaxy (スーパーマリオギャラクシー Sūpā Mario Gyarakushī?) es un videojuego de plataformas desarrollado y publicado por Nintendo para la Nintendo Wii. Es el tercer juego de plataformas en 3D de la serie Super Mario. Como Mario, el jugador se embarca en una búsqueda para rescatar a la Princesa Peach, salvar el universo de Bowser y recolectar 120 Estrellas de Poder, después de lo cual el jugador puede jugar como Luigi para una experiencia más difícil. Los niveles consisten en galaxias llenas de planetas y mundos menores, con diferentes variaciones de gravedad, el elemento central del juego. El personaje del jugador se controla con el Wii Remote y el Nunchuk y completa misiones, lucha contra jefes y llega a ciertas áreas para recolectar Estrellas de Poder. Ciertos niveles también utilizan las funciones del Wii Remote basadas en movimiento.
Nintendo EAD Tokyo comenzó a desarrollar Super Mario Galaxy después del lanzamiento de Donkey Kong Jungle Beat a finales de 2004, cuando Shigeru Miyamoto sugirió que Nintendo encargara un juego de Mario a gran escala. El concepto de plataformas esféricas se originó en Super Mario 128, una demostración técnica de GameCube mostrada en Nintendo Space World en 2000. Nintendo tenía como objetivo hacer que el juego atrajera a jugadores de todas las edades, y el equipo tuvo más libertad para diseñarlo en comparación con otros juegos de Super Mario debido al entorno del espacio exterior. El juego fue dirigido por Yoshiaki Koizumi y la banda sonora fue compuesta por Mahito Yokota y Koji Kondo, utilizando una orquesta sinfónica por primera vez en la serie.
El 2 de junio de 2009, en el respectivo E3, se anunció la segunda parte del juego, Super Mario Galaxy 2, el cual salió a la venta a partir de mayo de 2010.

## Argumento
El «Festival de las Estrellas» se celebra en el Reino Champiñón cada cien años para conmemorar el paso de un cometa gigantesco. Con motivo de esta festividad, Mario ha sido invitado al castillo por la Princesa Peach, pero cuando llega el día de dicho evento aparece Bowser, quien, descendiendo del cielo, viene acompañado de varios barcos voladores con los que pretende invadir el lugar y secuestrar a la princesa. Con una de sus gigantescas máquinas, semejante a un platillo volador, arranca el castillo del suelo, marchándose así junto con Peach al espacio. Cuando él intenta detenerlo, el esbirro de Bowser, Kamek, usa su varita mágica para deshacerse de Mario, enviándolo a través del cosmos.

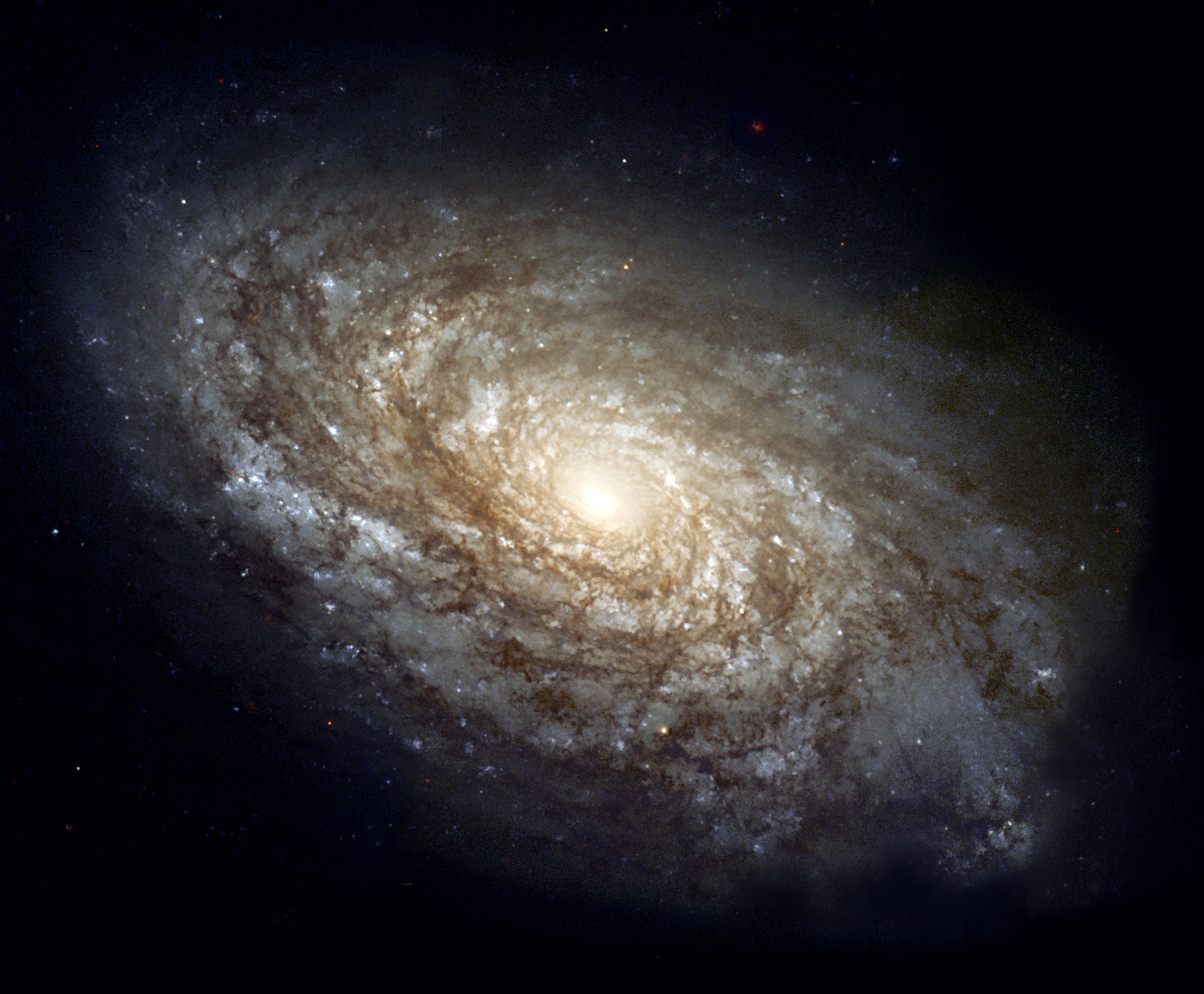
Los distintos niveles que conforman al juego reciben el nombre de «galaxias». El elemento argumental que permite la exploración a través de los diversos niveles es el Planetarium del Cometa, una nave espacial que contiene seis domos temáticos, y que propicia el acceso a las 42 galaxias disponibles en el juego

Mario despierta en un pequeño planeta, donde conoce a una extraña mujer, llamada Rosalina (Estela en la versión española), quien junto a sus pequeñas estrellas llamadas «Destellos» («Lumas» en inglés) vigila el Universo, utilizando el Planetarium del Cometa, que es una nave que viaja a través del espacio; sin embargo, la fuente que otorga la potencia necesaria para realizar los viajes, es decir, las «Power Stars» («Cosmoestrellas» en Hispanoamérica, «Superestrellas» en España), han sido robadas por Bowser, dejándolos temporalmente inmóviles.
Dotado con la capacidad de viajar en el espacio, Mario se embarca en una aventura intergaláctica a través del vasto universo para recuperar el poder que otorgan las «Power Stars» y así restaurar la capacidad real que posee el Planetarium. En el camino, se encuentra frecuentemente con su hermano menor, Luigi, y un pequeño grupo de Toads conocido como «La Brigada Toad» («The Toad Brigade» en inglés), cuyos miembros lograron huir de Bowser cuando este raptó el castillo, siéndoles de gran ayuda a Mario y a Luigi en el transcurso del juego para buscar las «Power Stars», una vez que van siendo rescatados. Conforme se van colectando las «Power Stars», el Planetarium empieza a recobrar su energía, hasta llegar a un nivel suficiente como para poder transformarse en un cometa, y viajar hasta el Centro del Universo, donde se encuentran Bowser y sus secuaces, con la princesa cautiva. Cuando Mario se enfrenta a Bowser, este revela que su plan consiste en gobernar al Universo, al lado de la princesa, como su reina. Para ello, construiría un nuevo sol, por medio del poder otorgado por otra clase de estrellas, las «Grand Stars» («Maxiestrellas»).
Mario logra ingeniar una manera para derrotar a Bowser y liberar a Peach, sin embargo, en el acto, el sol que Bowser creó colapsa sobre sí mismo, convirtiéndose en un agujero negro supermasivo, el cual comienza a engullir dentro de él tanto a las galaxias cercanas, como al Planetarium, el castillo de Peach y las naves de Bowser. Rosalina y todos sus «Destellos» se unen para salvar el Universo, saltando de esta forma dentro del agujero negro para destruirlo, aunque acaban sacrificándose ellos mismos en el proceso. Las galaxias succionadas por el agujero negro colapsan dentro de él, en una singularidad que termina explotando en una Supernova. Instantes después, Rosalina se le aparece a Mario, en forma de giganta, afirmándole que las estrellas nunca mueren, sino que renacen más tarde en otras estrellas nuevas. De pronto, Mario despierta en un Reino Champiñón restaurado, al lado de unos inconscientes Peach y Bowser, encontrándose rodeado de una celebración realizada en honor del surgimiento de la Nueva Galaxia que ha emergido de entre los cielos.
En una escena poscréditos (la cual solamente aparece cuando ya se tienen las 120 estrellas), aparece Rosalina acompañada por algunos destellos en la galaxia Puerta Celeste, observando la tierra desde ahí. Ella agradece a Mario por todo lo que él hizo por ella y promete que lo cuidaría bajo firmamento. Luego se la representa yendo al observatorio y conduciéndolo hacia otra parte del universo. Al final aparece el destello que acompañó a Mario, escondido a propósito entre unos champiñones de la Puerta Celeste.

## Sistema de juego

### Concepto
Super Mario Galaxy se desarrolla en el espacio exterior, donde Mario viaja de galaxia en galaxia para recuperar unos objetos llamados «Power Stars» que se obtienen completando ciertas misiones o derrotando enemigos en sus respectivos niveles. Cada galaxia tiene un número determinado de planetas y demás materia espacial, y ofrece la posibilidad de explorar el área limítrofe al jugador. El juego utiliza un nuevo sistema de física. Este otorga una característica única a la mayoría de los objetos celestes que aparecen a lo largo del juego, y que consiste en la capacidad de que estos generen una fuerza gravitacional. Esta fuerza individual entre objetos espaciales, le permite al jugador circunnavegar por completo a los planetoides redondos, o en su defecto irregulares, caminando horizontalmente o «boca abajo». El jugador, por lo general, puede saltar desde un objeto y aterrizar sobre otro más cercano. A pesar de que el modo principal de jugabilidad consiste en gráficos 3D, existen varias áreas en el juego que impiden el libre movimiento del jugador sobre los niveles, limitándose a un plano en dos dimensiones, lo que resulta ser un elemento recurrente en la saga de Mario.

### Galaxias
El concepto del juego plantea la resolución de pequeños retos que deben resolverse con base a la gravedad; es decir, en dado momento el jugador debe usar la dirección de la fuerza gravitatoria a su favor, con el fin de completar un nivel. Los distintos niveles que conforman al juego reciben el nombre de «galaxias». El eje central que interconecta y permite la exploración a través de los diversos niveles es el «Planetarium del Cometa», una nave espacial que contiene seis domos temáticos, y que propicia el acceso a las 42 «galaxias» disponibles en el juego. Cuando recién inicia el videojuego, solamente se hallan accesibles unas cuantas «galaxias». Sin embargo, a medida que son recolectadas más «Power Stars», estas van permitiendo el desbloqueo de una cantidad mayor de zonas. Algunas de ellas únicamente pueden explorarse en situaciones específicas, por ejemplo al «alimentar» a ciertas criaturas llamadas «Destellos» (Lumas), o por medio de unos objetos acumulables que funcionan también como dinero virtual, con lo que se permite al jugador la búsqueda de nuevas misiones que completar; en ambos casos, dichos objetos reciben el nombre de «Trozos de Estrella» (Star Bits).
A su vez, también es posible que aparezcan los «Destellos Glotones» (Hungry Lumas) dentro de un mismo nivel, quienes tiene la cualidad de transformarse en un nuevo sistema planetario que contiene alguna especie de rompecabezas o desafío, el cual le permite a Mario ganar una «Power Star» una vez terminada dicha misión. Cuando Mario ha recolectado 120 «Power Stars», es posible jugar con su hermano menor, Luigi, siendo un requisito primordial haber derrotado antes a Bowser hasta en dos ocasiones; no obstante, si bien esto último es fundamental para jugar con Luigi, no es necesario recolectar las 120 «Power Stars» para finalizar el juego (por lo que el juego puede ser terminado únicamente con 60 de ellas).
La jugabilidad es ligeramente diferente mientras se controla a Luigi, pues cambia la dificultad en la cual los obstáculos pueden ser superados. Es importante señalar que una vez que se recolectan 120 estrellas con Luigi, se desbloquea un nuevo nivel denominado «Galaxia Gran Final», donde se puede obtener la estrella número 121, justamente en el Planetarium reto. Esta última «Power Star» adicional puede conseguirse ya sea con Mario o Luigi, por lo que existe la posibilidad de recolectar hasta un total de 242 «Power Stars» en una única partida. Adicionalmente se galardona al jugador si se logra completar dicha misión, con dos fotografías diferentes entre sí, que se obtienen respectivamente con cada personaje y que son enviadas directamente al tablón de mensajes Wii.

### Eventos

Interfaz de Super Mario Galaxy

Es posible que aparezcan de manera periódica, aleatoria y adicional, diferentes «Cometas Pícaros» (Prankster Comet) que provocan un evento especial cada vez que uno de ellos se acerca a la órbita de una galaxia y que producen una «Power Star» extra.
Uno de ellos, el «Cometa Rojo» (Speedy Comet), desafía al jugador a terminar un nivel dentro de un tiempo determinado. Por otra parte, el «Cometa Oscuro/Mortal» (Daredevil) reduce a un solo punto de salud la vida de Mario, es decir, el jugador debe completar el objetivo sin ser dañado ni una sola vez. El «Cometa Fantasma/Sombra» (Cosmic Comet) enfrenta al jugador a un doppelgänger, ya sea el caso de alguno de los dos personajes disponibles, y para conseguir la «Power Star» se debe completar el nivel antes que él. El «Cometa Rápido/Rapidín» (Fast Foe Comet) hace que los enemigos se muevan el doble de rápido y, por lo tanto, sean más difíciles de evitar. Por último, el «Cometa Púrpura» (Purple Comet) aparece únicamente después de haber completado la parte principal del juego y obliga al jugador a recolectar cien monedas púrpura —aunque en ocasiones aparecen más monedas de las cien solicitadas para facilitar la misión, sobre todo en fases cuya dificultad es alta— que aparecen sobre la superficie de alguna de las quince galaxias del evento, en donde también es posible obtener seis estrellas por cada nivel que es descubierto y que, en algunas ocasiones, poseen límite de tiempo.

### Poderes
Al igual que en la mayoría de los otros juegos de la serie, Mario puede ganar habilidades especiales al entrar en contacto con ciertos objetos. Se incorporaron nueve poderes, representados con diferentes trajes especiales, para maximizar la exploración del juego. De esa manera, Mario puede transformarse, por ejemplo, en una abeja y así flotar en el aire temporalmente; a su vez, puede escalar ciertas paredes especiales semejentes a panales de miel para descubrir nuevas áreas, que de otra manera serían inaccesibles, junto con la habilidad de caminar sobre nubes o enormes flores. También el personaje puede cambiar a un estado fantasmagórico, con lo cual puede volverse invisible y atravesar ciertos obstáculos, primordialmente paredes y pequeñas rejillas.

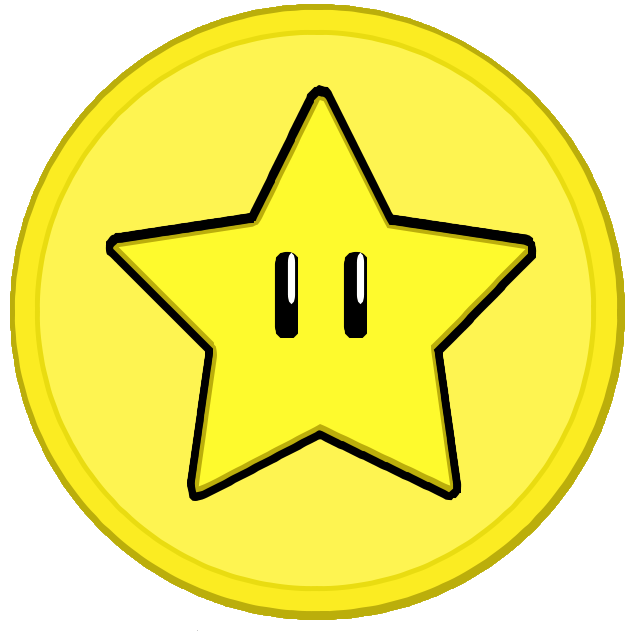
La gran mayoría de los poderes que utiliza Mario dentro de este título, tuvieron sus bases en los primeros juegos de la franquicia; sin embargo, se incluyeron nuevos poderes para proporcionar una «atmósfera fresca»

Además, existen otros tipos de poderes que permiten atacar a enemigos o alterar el entorno, tal es el caso de la «Flor de Fuego», la cual otorga el poder para arrojar bolas de fuego y ser resistente a temperaturas extremas. Asimismo, se incorporaron nuevos objetos, como la «Flor de Hielo», que permite a Mario crear pequeñas losas hexagonales de hielo sobre cualquier superficie líquida que pisa, generando la capacidad de patinar sobre él. Sin embargo la duración de cada poder es limitada, forzando al jugador a completar las misiones en un lapso muy corto de tiempo. La «Estrella Arcoíris» posee adicionalmente la capacidad que otorga la invencibilidad y la propiedad de derrotar a la mayoría de enemigos, con el simple hecho de tocarlos, tal y como en juegos anteriores; además, el personaje puede correr y saltar más rápido de lo normal cuando está en dicho estado. La «Estrella Roja» es un último objeto capaz de otorgar la energía necesaria para volar, y es obtenida después de haber completado una misión especial casi al final del juego.
La salud de Mario consiste en tres puntos de vida, controlada por un medidor, que se agota progresivamente por el contacto con enemigos o en zonas de peligro extremo. Al nadar, Mario tiene un contador de suministro de aire que se acaba progresivamente cuando está sumergido por algún tiempo en el agua, el cual disminuye rápidamente si su medidor principal se agota. Dicha salud se puede recuperar a través de la recolección de monedas, las cuales se encuentran esparcidas por todos los niveles, mientras que su suministro de aire puede recobrarse al respirar burbujas de aire sumergidas en el agua, o simplemente ascendiendo a la superficie. Cabe añadirse que, contrariamente a los previos títulos Super Mario 64 y Super Mario Sunshine, en Super Mario Galaxy no se recompensa al jugador con una estrella cada vez que se recolectan 100 monedas. Cuando el medidor de vida se vacía por completo, el jugador pierde una vida, forzándolo a regresar al último sitio guardado. El medidor de vida puede ser ampliado temporalmente a seis unidades, pero solamente a través de un «Champiñón de energía», después de resultar dañado tres veces por algún enemigo o si el personaje entra en contacto con una zona de peligro inminente. Otra circunstancia en que puede Mario incrementar su medidor es cuando este sufre una muerte instantánea, haciendo que dicha capacidad retorne a las tres unidades básicas de vida.
La muerte del personaje puede ocurrir si es tragado por arenas movedizas, o por caer dentro de la fuerza gravitacional que los núcleos de los planetoides ejercen sobre sí mismos gracias a sus agujeros negros y también por descender adentro de pozos sin fondo o abismos; o bien, estar completamente en el espacio exterior, sin un campo de gravedad que mantenga al personaje sujeto a una plataforma estable; también puede darse el caso de ser aplastado por ciertos objetos, perder una carrera con algún personaje no controlable, o en desafíos especiales. El jugador puede obtener vidas extra, por medio de «Champiñones de vida extra», recogiendo 50 monedas sin haber perdido una vida anteriormente, o con 50 «Trozos de Estrella». Algunos «Destellos» de color azul, pueden intercambiar artículos útiles, con solamente 30 Trozos de Estrella, generalmente antes de un enfrentamiento contra un jefe de nivel, en ciertas galaxias.

## Controles
El personaje del jugador es controlado a través del mando Wiimote y del Nunchuk. Si bien la mayoría de las habilidades que Mario posee fueron tomadas directamente del juego Super Mario 64, este adquiere nuevos movimientos que hacen uso de la capacidad del sensor de movimiento ejercido por el puntero del mando Wiimote. El botón «A» del mando hace saltar a Mario; si se presiona este botón en un tiempo consecutivo, el personaje dará saltos cada vez más altos, tales como saltos simples, dobles o triples, rebotar en las paredes, y una variedad de saltos mortales.

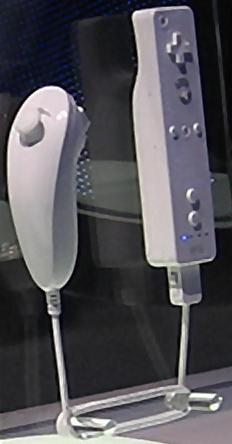
El Wiimote y el Nunchuk se utilizan para una amplia variedad de actividades que van desde saltos simples hasta el uso de ataques complejos con el «Spin Attack»

El esquema de control más básico es el «cursor de estrella» (en inglés: Star Pointer) que aparece en la pantalla de juego marcando la posición del personaje, el cual es controlado por el Wiimote. El papel principal del cursor es el de recolectar pequeños trozos especiales con forma de konpeitos, llamados «Trozos de Estrella», cuya función es la de atacar y aturdir a los enemigos, lanzándolos hacia ellos por medio del botón «B». Otra de sus funciones es la de manipular obstáculos y apuntar blancos lejanos cuando se utiliza algún cañón, o bien, alimentar a ciertos personajes conocidos como «Destellos Glotones» (Hungry Lumas), que tienen la característica de ofrecer nuevos niveles para su exploración. En segundo lugar, el cursor puede enganchar al protagonista a ciertas «Estrellas Imán» (Pull Star) —su función es posibilitar el desplazamiento de Mario o Luigi de un punto a otro del espacio y aparecen en ciertos niveles del juego— para que poco a poco atraviese ciertas secciones del espacio. Similarmente, las «Larvas Elásticas» (Sling Stars) son objetos que se encuentran sobre pequeños meteoritos que ayudan a Mario a trasladarse de un lugar a otro donde no existe una superficie estable, es decir, este se encuentra sobre el vacío, y por ende, se sujeta a estos objetos con el fin de alcanzar alguna «Power Star» al final de varios laberintos especiales.
Por último, si el jugador entra en una burbuja, el cursor de estrella puede usarse para soplar aire sobre la burbuja con el fin de influir en la dirección y velocidad con la que esta se mueve. En determinado momento es posible incluso retirar nieve y mover césped para descubrir objetos o lugares secretos sobre una superficie con la ayuda del puntero. Luigi se controla de forma idéntica a Mario, sin embargo, el primero tiene una mejor capacidad de salto y menor tracción trasera al momento de caer al suelo, lo que provoca que ciertas partes del juego se faciliten o compliquen dependiendo de la situación y de las áreas en las que el personaje se encuentre.
El Nunchuk, proporciona ciertos movimientos y acciones que, complementadas con los saltos y acrobacias realizadas con la ayuda del mando, proveen una mayor potencia en comparación con los movimientos normales del personaje. Con el botón «C» la cámara puede enfocarse a la parte posterior del personaje, ganando una mejor perspectiva y visibilidad al momento de explorar y de moverse por áreas extensas o muy estrechas. Asimismo, con el botón «Z» es posible realizar acrobacias especiales como saltos bomba, agacharse, bucear y realizar saltos largos. La capacidad principal del Nunchuk es la de mover a Mario a través de todas las áreas, por medio del stick analógico.
El jugador obtiene, en una etapa muy prematura del juego, la capacidad de realizar una técnica denominada «giro» (Spin Attack), que previamente había aparecido en el juego Super Mario Bros. 3, con la cual se pueden concretar ciertas fases del juego y mover objetos; aunque principalmente se requiera para derrotar a los enemigos, también es posible combinarla con un salto cualquiera, y así el salto puede volverse más largo, y por ende, se logra alcanzar distancias aún mayores de las que normalmente se lograrían con un salto estándar. De manera análoga, gracias a esta técnica, Mario obtiene la ayuda de anillos estelares para poder viajar a través del espacio y recorrer largas distancias. El giro también se utiliza en plantas trepadoras, en el patinaje sobre hielo, para aflojar ciertos tornillos y para activar ciertos poderes (Power-Ups). Es posible realizar dicha técnica por medio del Wiimote, simplemente agitándolo, o bien con el Nunchuk. Otras funciones que se implementan con el Wiimote solo están disponibles para ciertas misiones cortas, tales como surfear sobre una mantarraya o equilibrar una pelota gigante para rodar sobre ella a través de varios obstáculos.

### Multijugador
Super Mario Galaxy es esencialmente un juego para un solo jugador. A pesar de ello, el juego cuenta con un modo cooperativo, siendo la primera vez en toda la serie de Mario en tres dimensiones en la que es posible jugar simultáneamente con un segundo jugador; en él, dos jugadores pueden controlar al personaje, afectando el desempeño del mismo. Dicho comando recibe el nombre de «Cooperativo Galáctico» (en inglés: Co-Star Mode) y consiste en que el primer jugador controla los movimientos del personaje, en tanto que el segundo únicamente se enfoca en la recolección de Trozos de Estrella con los que puede atacar y desorientar a los enemigos. Mientras que el primer jugador normalmente puede realizar esa actividad, el segundo lo puede realizar sin restricciones, incluso en los eventos especiales, cosa que el primero no puede hacer. El cursor de estrella cambia de color en cada uno, pues para el primer jugador es, generalmente, de una tonalidad azul y para el segundo es de color amarillo. El segundo jugador es capaz de impulsar un salto al personaje o aumentar la altura del mismo, activándose justo en el momento en que ambos jugadores presionan el botón «A» cuando es requerido. Es importante señalar que el segundo jugador no requiere de un Nunchuk para jugar.
La pantalla principal para la selección de partida ofrece un conjunto de seis perfiles para jugar de diferentes maneras el propio juego. El jugador elige un avatar que lo represente, de entre varios programados en el juego, relacionados con la saga de Mario, o también es posible utilizar a un Mii. Además, cuando se finaliza una partida, después de haber conseguido la totalidad de las «Power Stars» y de haber derrotado a Bowser dos veces, el avatar del jugador brillará a manera de reconocimiento por completar el juego. Esta cualidad de multijugador simultáneo se aplicó posteriormente a la secuela de este título, conservando los elementos utilizados previamente, junto con otras mejoras y aplicaciones perfeccionadas con el fin de facilitar el desempeño durante el juego. Adicionalmente, también fue usada, de una manera más avanzada, para el juego New Super Mario Bros. Wii.

## Producción

### Desarrollo
| Director                     | Yoshiaki Koizumi                     |
| Diseño del concepto de juego | Shigeru Miyamoto                     |
| Diseño de personajes         | Kenta Motokura Kazumi Yamaguchi      |
| Programador principal        | Atsushi Yamaguchi                    |
| Diseño de niveles            | Koichi Hayashida                     |
| Ilustradores                 | Nanako Kinoshita Kazuma Norisada     |
| Diseño gráfico               | Yumiko Matsumiya                     |
| Director de progamación      | Takeshi Hayakawa                     |
| Música                       | Mahito Yokota Kōji Kondō             |
| Guionistas                   | Takayuki Ikkaku                      |
| Test                         | NOA Product Testing NOE Testing Team |
| Productores                  | Shigeru Miyamoto Takao Shimizu       |
| Productor ejecutivo          | Satoru Iwata                         |
| Referencias                  | [ 41 ] [ 42 ]                        |

El concepto para el videojuego de Super Mario Galaxy fue adoptado a partir de las ideas surgidas con la demo de Super Mario 128 que fue presentado en el evento Nintendo Space World en el año 2000, para demostrar el poder de procesamiento de la consola Nintendo GameCube. El director de la presentación (y también de Super Mario Galaxy) Yoshiaki Koizumi, quería que uno de los rasgos distintivos de la versión demo —una serie de «plataformas esféricas»— fuera incorporado al menos en un juego posterior, aunque esto se pospuso debido a que implicaba al mismo tiempo una serie de «imposibilidades técnicas» en el sistema de juego.
Al creador de Mario, Shigeru Miyamoto, le fue sugerido que trabajara en el próximo título de la serie, el cual sería uno a «gran escala», una vez que terminara la producción del juego Donkey Kong Jungle Beat, desarrollado por EAD Tokio, a finales de 2004; lo anterior se debió también a que se sentía presionado respecto a que el concepto de las «plataformas esféricas» fuera incorporado en Galaxy. Durante dicho proyecto, Miyamoto previsualizó la idea de crear un nuevo juego que fuese «activo y con sensación de libertad», ya que mientras estaba trabajando en otros juegos, poseía un hámster, que un amigo suyo le había dejado en su casa para que le cuidara, no obstante, después de un tiempo se encariñó con el roedor haciendo que este le inspirase a crear un juego «poco convencional», ya que mientras observaba las actividades de la mascota le venían múltiples ideas a la cabeza acerca de lo que podría ser un nuevo juego de Mario, en la que este pudiese moverse libremente tal y cómo lo hace un hámster.
En total, se requirieron tres meses para diseñar un prototipo del sistema de física que utiliza el juego, optándose por utilizar una especie de «plataformas esféricas», las cuales se adaptarían mejor a manera de pequeños planetoides ubicados en el espacio exterior, con el concepto de «gravedad» como principal característica. Durante el desarrollo, los diseñadores intercambiaban ideas frecuentemente con Miyamoto, desde su oficina en Kioto, acerca de cómo estaría diseñado el juego. Miyamoto terminó involucrándose en Galaxy, inclusive aún más de lo que estuvo en las producciones previas de Super Mario 64 y Super Mario Sunshine.
El concepto del «giro» de Mario a manera de ataque (en inglés: «Spin Attack») se produjo durante las primeras etapas de desarrollo, cuando se decidió que saltar sobre los enemigos en un mapa esférico sería complicado para algunos jugadores. Inicialmente, se propuso la idea de ofrecerle al jugador un tipo de ataque en forma de 'giro' que era activado mediante un movimiento en el comando del Nunchuk, aunque tras la implementación del detector de movimiento en la consola de Wii se confirmó que esto sería aplicado al mando del Wii Remote, con lo cual este ataque fue cambiado para activarse a través de un simple movimiento en dicho mando.
Se insinuó por primera vez, por parte del gerente general de desarrollo y análisis de Nintendo, Takashi Tezuka, que el juego contaría con una capacidad de cooperación simultánea, de acuerdo al sitio de reseñas IGN. La capacidad de juego con dos jugadores fue confirmada más tarde, junto con informes de un equipo de experimentación, mismos que reportaban la posibilidad de realizar acciones con el control del Wii, para que un jugador pudiese manejar a Mario, mientras que el otro lo auxiliara en sus misiones; respaldado por las sugerencias hechas por Miyamoto, el segundo podría tener la capacidad de afectar el progreso de Mario. Más tarde se reveló, en el evento E3 de 2007, que Nintendo quería que el modo cooperativo se llevara a cabo de manera permanente, con la posibilidad de acceder a él en cualquier momento. Mientras tanto, Koizumi propuso que el parámetro de vida de Mario tenía que estar constituido por tres puntos de salud, una por cada daño infligido por un enemigo, a diferencia de los ocho unidades de vida que el personaje poseía en las dos entregas anteriores; ante ello también se decidió implementar el concepto de las vidas extras, a manera de champiñones verdes y varios «puntos de restauración» (en inglés: checkpoints), para así poder dar un equilibrio a la dificultad del juego; Satoru Iwata señaló al respecto:

«[...] El hecho de que sí cambia el factor de intensidad respecto a los tres u ocho puntos de vida, es representativo para aquellos jugadores que no se dan cuenta realmente de que el juego cambia drásticamente»
—Satoru Iwata; 11 de junio, 2008.

Durante la producción de la consola portátil con gráficos estereoscópicos, la Nintendo 3DS, Nintendo había experimentado con los gráficos de Galaxy, pues de acuerdo a palabras de Hideki Konno, el juego podría llegar a ser un «[buen juego con un] potencial del uso de los gráficos en 3D»; esto se hizo con el fin de comprobar que la portátil puede ofrecer una perspectiva de juego diferente a la ya establecida con anteriores consolas, como con la Virtual Boy. Galaxy no ha sido el único juego que se haya utilizado para expirementar los gráficos en 3D, pues con Luigi's Mansion y Animal Crossing también se tenían expectativas para un lanzamiento con gráficos estereoscópicos.

### Banda sonora

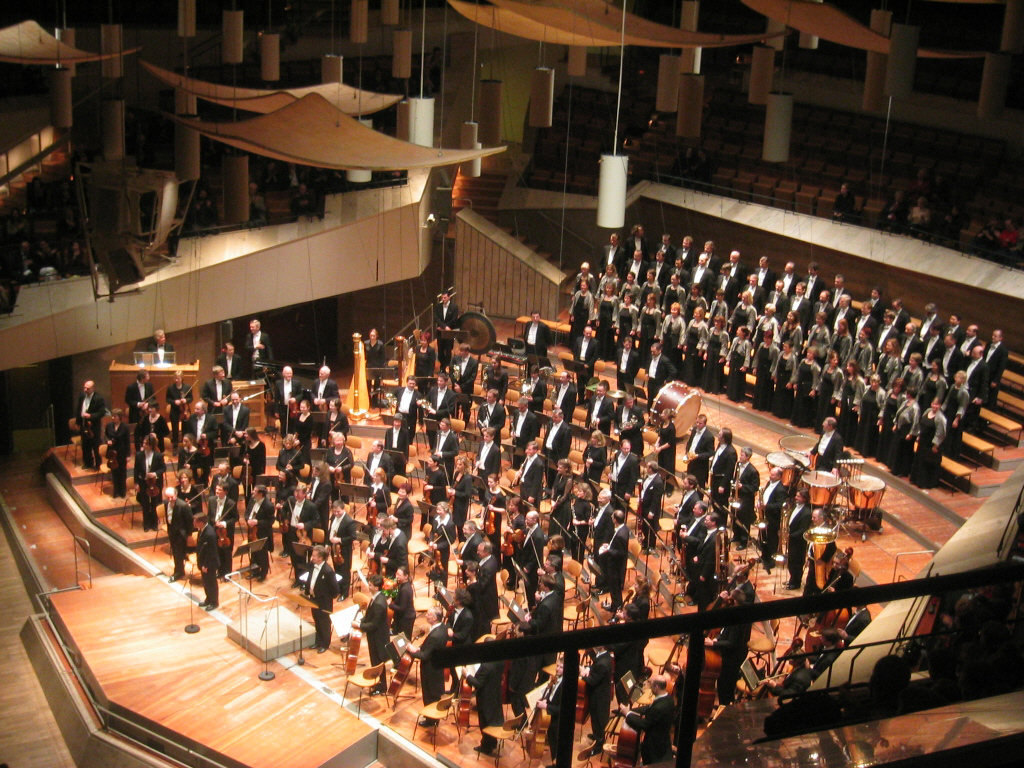
La mayor parte de los comentarios hechos por parte de la crítica consisten en elogios sobre la composición orquestal con la que fue realizado el título

Durante el desarrollo, Mahito Yokota, encargado de la composición musical, quiso que la partitura de Super Mario Galaxy fuera de estilo latino; en total, compuso veintiocho temas musicales para el juego. La razón de esto es que ciertos instrumentos de percusión latinos ya se habían usado en anteriores juegos de Mario, como los tambores metálicos, los bongós y las congas. Para el tema principal del juego, Yokota usó instrumentos latinos y un sintetizador para crear los sonidos galácticos. Dicha pieza fue aprobada por Yoshiaki Koizumi, el diseñador del juego, pero cuando esta pieza se le presentó a Kōji Kondō, este dijo que la canción no era buena. De acuerdo con Yokota, él siempre ha tenido la percepción de que Mario está dirigido hacia el público infantil, lo cual le obligó a crear «música linda» para poder atraer a los niños. Tres meses después, presentó tres composiciones a Shigeru Miyamoto: una con sonido orquestal, otra que mezclaba la orquesta con música pop, y la última solamente con música pop.
Poco después, Miyamoto eligió la pieza orquestal, que había sido escrita por Kondō y desde ese momento la banda sonora del juego fue compuesta con una orquesta sinfónica. Aunque el responsable del sonido era Yokota, este pidió a Kondō que creara algunas piezas (cuatro en total) para que hubiera variedad musical, y así no predominara el estilo de un solo compositor. Respecto a la utilización de una orquesta para componer los temas musicales de Super Mario Galaxy, a diferencia de las acostumbradas melodías en interfaz MIDI que había venido usando Nintendo en tiempos recientes, Yokota comentó: «Creo que el poder abundante de la expresión inherente en una orquesta en vivo ayuda a los jugadores a aumentar sus expectativas por el universo vasto y desconocido [...] Hemos incluido piezas orquestales que cambian de forma armónica acorde a la interactividad del juego». Durante el proceso de grabación, Kondō preguntaba a menudo a la orquesta si era posible tocar los tempos de una manera desigual para sincronizarlos perfectamente con el resto de la mayoría de los movimientos hechos por Mario. Por otra parte, mencionó que incluso los efectos de sonido encajaban en la partitura si el jugador escuchaba con atención. Cabe mencionarse que Miyamoto estuvo presente durante las sesiones de grabación del compilatorio.
La banda sonora oficial se lanzó el 24 de enero de 2008, como exclusiva del Club Nintendo de Japón para sus miembros, con el nombre de Mario Galaxy Orchestra. El conjunto se lanzó en dos ediciones: la llamada Original Soundtrack, con 28 pistas del juego, y la Platinum Edition, que cuenta con 81 canciones divididas en dos discos. La banda sonora ganó numerosos premios de la crítica, como el de «Mejor diseño de Audio» por parte de la revista británica Edge. En una reseña hecha por el sitio web Gaming Age, se comentó que el soundtrack de Galaxy «es el mejor de cualquier juego de Mario. No solamente se trata de sonidos épicos, sino que es un material épico en sí. Las pistas se hallan maravillosamente compuestas y se ajustan a cada nivel de forma perfecta». De forma similar, en la evaluación respectiva del sitio Adventurelantern.com, se comentó que «cada pista musical tiene una especie de tema heroico adictivo pues el juego posee los ritmos de jazz de los viejos títulos de Mario y exitosamente experimenta con un tono más orquestal. El resultado se siente como si una verdadera aventura estuviera tomando lugar». A continuación, cada una de las pistas con sus respectivas duraciones, de acuerdo a la Platinum Edition.
| Super Mario Galaxy: Disco No. 1 | |          |  |
| N.º                             | Título | Duración |  |
| 1.                              | «Overture»                                                                                                | 1:23     |  |
| 2.                              | «Starbit Festival (星くず祭 Hoshikuzu-sai?, Stardust Festival)»                                           | 1:29     |  |
| 3.                              | «Attack of the Airships (襲来！クッパ船団 Shinryaku! Kuppa sendan?, Invasion! Bowser fleet)»              | 1:19     |  |
| 4.                              | «Catastrophe (カタストロフィー Katasutorofī?)»                                                            | 0:54     |  |
| 5.                              | «Peach's Castle Stolen (うばわれたピーチ城 Ubawa reta Pīchi-Jō?, The Castle of Peach Flies)»              | 0:32     |  |
| 6.                              | «Enter the Galaxy (Into the Galaxy?)»                                                                     | 1:25     |  |
| 7.                              | «Egg Planet (エッグプラネット Eggupuranetto?)»                                                            | 2:41     |  |
| 8.                              | «Rosalina in the Observatory 1 (天文台のロゼッタ1 Tenmondai no Rozetta 1?, Rosetta of the Observatory 1)» | 2:27     |  |
| 9.                              | «The Honeyhive (ミツバチの王国 Mitsubachi no Ōkoku?, Honey Bee Kingdom)»                                  | 2:37     |  |
| 10.                             | «Space Junk Road (スターダストロード Sutādasutorōdo?, Star Dust Road)»                                    | 3:21     |  |
| 11.                             | «Battlerock Galaxy (バトルロック Batorurokku?, Battle Rock)»                                              | 3:20     |  |
| 12.                             | «Beach Bowl Galaxy (グラスビーチ Gurasubīchi?, Grass Beach)»                                              | 2:21     |  |
| 13.                             | «Rosalina in the Observatory 2 (天文台のロゼッタ2 Tenmondai no Rozetta 2?, Rosetta of the Observatory 2)» | 2:24     |  |
| 14.                             | «Enter Bowser Jr.! (クッパJr.登場 Kuppa-san Juniō tō nobori ongaku?, Koopa Jr. Appears)»                  | 2:54     |  |
| 15.                             | «Waltz of the Boos (テレサワルツ Teresawarutsu?, Teresa Waltz)»                                           | 2:42     |  |
| 16.                             | «Buoy Base Galaxy (フローターランド Furōtārando?, Floater Land)»                                          | 3:11     |  |
| 17.                             | «Gusty Garden Galaxy (ウィンドガーデン U~indogāden?, Wind Garden)»                                        | 3:44     |  |
| 18.                             | «Rosalina in the Observatory 3 (天文台のロゼッタ3 Tenmondai no Rozetta 3?, Rosetta of the Observatory 3)» | 2:44     |  |
| 19.                             | «King Bowser (宿敵クッパ大王 Shukuteki Kuppā Daiō?, Nemesis Great King Koopa)»                            | 3:14     |  |
| 20.                             | «Melty Molten Galaxy (ヘルプロミネンス Herupurominensu?, Hell Prominence)»                                | 4:08     |  |
| 21.                             | «The Galaxy Reactor (ギャラクシープラント Gyarakushīpuranto?, Galaxy Plant)»                              | 2:27     |  |
| 22.                             | «Final Battle with Bowser (大王星の決戦 Daiō-boshi no kessen?, Decisive Battle at the Great King Star)»   | 2:25     |  |
| 23.                             | «Daybreak - A New Dawn (夜明け～新しい朝～ Yoake〜atarashii asa〜?, Dawn ~A New Morning~)»                | 0:56     |  |
| 24.                             | «Birth (誕生 Shussan?)»                                                                                   | 1:56     |  |
| 25.                             | «Super Mario Galaxy (スーパーマリオギャラクシー Sūpā Mario Gyarakushī?)»                                  | 4:03     |  |
| 26.                             | «Purple Comet (パープルコメット Pāpurukometto?)»                                                          | 3:02     |  |
| 27.                             | «Blue Sky Athletic (青空アスレチック Aozora asurechikku?)»                                                | 1:10     |  |
| 28.                             | «Super Mario 2007 (スーパーマリオ2007 Sūpāmario 2007?)»                                                   | 2:19     |  |
| 67:25                           | |          |  |

| Super Mario Galaxy: Disco No. 2 | |          |  |
| N.º                             | Título | Duración |  |
| 1.                              | «File Select (ファイルセレクト Fairuserekuto?)»                                                                          | 0:53     |  |
| 2.                              | «Luma (チコ Chiko?, Tico)»                                                                                               | 0:56     |  |
| 3.                              | «Gateway Galaxy (へブンズドア E bunzudoa?, Heaven's Door)»                                                               | 2:02     |  |
| 4.                              | «Stolen Grand Star (とらわれしグランドスター Torawareshi gurandosutā?, Imprisoned Grand Star)»                           | 0:35     |  |
| 5.                              | «To the Observatory Grounds 1 (ほうき星の天文台へ1 Hōkiboshi no tenmondai wa e 1?, From the Observatory to the Comet 1)» | 0:45     |  |
| 6.                              | «Observation Dome (天文ドーム Tenmon dōmu?, Astronomy Dome)»                                                             | 1:58     |  |
| 7.                              | «Course Select (コースセレクト Kōsuserekuto?)»                                                                           | 0:41     |  |
| 8.                              | «Dino Piranha (ディノパックン Dinopakkun?, Dino Packun)»                                                                 | 1:13     |  |
| 9.                              | «A Chance to Grab a Star! (スターゲットチャンス Sutāgettochansu?, Star Get Chance)»                                      | 0:55     |  |
| 10.                             | «A Tense Moment (緊迫 Kinchō?, Tension)»                                                                                 | 0:41     |  |
| 11.                             | «Big Bad Bugaboom (クワカブト一家の逆襲 Kuwakabuto ikka no gyakushū?, The Mole Tribe Counterattacks)»                    | 1:58     |  |
| 12.                             | «King Kaliente (オタキング Otakingu?, Hot King)»                                                                         | 1:11     |  |
| 13.                             | «The Toad Brigade (キノピオ探検隊 Kinopio tanken-tai?, Toad Expedition Party)»                                           | 0:41     |  |
| 14.                             | «Airship Armada (シッププラント Shippupuranto?, Ship Plant)»                                                             | 2:21     |  |
| 15.                             | «Aquatic Race (オーシャンレース Ōshanrēsu?, Ocean Race)»                                                                 | 1:22     |  |
| 16.                             | «Space Fantasy (宇宙幻想 Uchū gensō?, Cosmos Illusion)»                                                                  | 2:00     |  |
| 17.                             | «Megaleg (メガレッグ Megareggu?)»                                                                                        | 1:31     |  |
| 18.                             | «To the Observatory Grounds 2 (ほうき星の天文台へ2 Hōkiboshi no tenmondai wa e 2?, From the Observatory to the Comet 2)» | 0:30     |  |
| 19.                             | «Space Athletic (宇宙アスレチック Uchū asurechikku?, Athletic Cosmos)»                                                   | 1:16     |  |
| 20.                             | «Speedy Comet (レッドコメット Reddokometto?, Red Comet)»                                                                 | 1:52     |  |
| 21.                             | «Beach Bowl Galaxy - Undersea (Gurasubīchi〜kaichū〜 Grass Beach ~Undersea~?)»                                           | 1:31     |  |
| 22.                             | «Interlude (間奏曲 Kansōkyoku?, Intromisión)»                                                                            | 0:38     |  |
| 23.                             | «Bowser's Stronghold Appears (クッパ砦出現 Kuppa toride shutsugen?, Koopa's Fortress Apears)»                            | 0:52     |  |
| 24.                             | «The Fiery Stronghold (クッパ砦の死闘 Kuppa toride no shitō?, Fight to the Death at Koopa's Fortress)»                   | 2:11     |  |
| 25.                             | «The Big Staircase (大階段 Daikaidan?)»                                                                                  | 0:36     |  |
| 26.                             | «Bowser Appears (クッパ大王登場 Kuppa daiō tōjō?, King Koopa's Entrance)»                                                | 0:32     |  |
| 27.                             | «Star Ball (タマコロ1 Tamakoro 1?, Ball Rolling 1)»                                                                      | 1:04     |  |
| 28.                             | «Library (書斎 Jonya?, Study)»                                                                                           | 0:58     |  |
| 29.                             | «Buoy Base Galaxy - Undersea (フローターランド～海中～ Furōtārando〜 kaichū〜?, Floater Land ~Undersea~)»                | 1:55     |  |
| 30.                             | «Rainbow Mario (レインボーマリオ Reinbōmario?)»                                                                          | 0:31     |  |
| 31.                             | «Chase the Bunnies! (うさぎを追いかけろ！ Usagi o oikakero!?, Chase the Rabbits!)»                                       | 1:07     |  |
| 32.                             | «HELP! (助けて！ Tasukete!?, HELP!)»                                                                                     | 0:28     |  |
| 33.                             | «Major Burrows (モグキング Mogukingu?, Mog King)»                                                                        | 0:55     |  |
| 34.                             | «Pipe Interior (土管内部 Dokan naibu?, Inside the Drainpipe)»                                                            | 0:44     |  |
| 35.                             | «Cosmic Comet (シャドウコメット Shadoukometto?, Shadow Comet)»                                                           | 0:56     |  |
| 36.                             | «Drip Drop Galaxy (ティアドロップ Tiadoroppu?, Teardrop)»                                                                | 1:19     |  |
| 37.                             | «Kingfin (キングボーネ Kingubōne?, King Bone)»                                                                           | 1:48     |  |
| 38.                             | «Boo Race (テレサレース Teresarēsu?, Teresa Race)»                                                                       | 1:28     |  |
| 39.                             | «Ice Mountain (アイスマウンテン Aisumaunten?)»                                                                           | 1:31     |  |
| 40.                             | «Ice Mario (アイスマリオ Aisumario?)»                                                                                    | 0:30     |  |
| 41.                             | «Lava Path (溶岩道 Yōgan-dō?, Lava Road)»                                                                                | 1:31     |  |
| 42.                             | «Fire Mario (ファイアマリオ Faiamario?)»                                                                                 | 0:29     |  |
| 43.                             | «Dusty Dune Galaxy (サンドアイランド Sandoairando?, Sand Island)»                                                        | 3:04     |  |
| 44.                             | «Heavy Metal Mecha-Bowser (鋼鉄魔王メカクッパ Kōtetsu maō mekakuppa?, The Evil Heavy Steel Mecha-Koopa)»                 | 1:23     |  |
| 45.                             | «A-wa-wa-wa! (あわわわわ AH-WA-WA-WA-WA!!?)»                                                                             | 0:37     |  |
| 46.                             | «Deep Dark Galaxy (ダンジョンケイブ Danjonkeibu?, Dungeon Cave)»                                                         | 1:43     |  |
| 47.                             | «Kamella (ボスカメック Bosukamekku?, Boss Kamek)»                                                                        | 1:25     |  |
| 48.                             | «Star Ball 2 (タマコロ2 Tamakoro 2?, Ball Rolling 2)»                                                                    | 0:42     |  |
| 49.                             | «Sad Girl (悲しみの少女 Kanashimi no Shōjo?, The Girl's Sadness)»                                                        | 0:48     |  |
| 50.                             | «Flying Mario (フライングマリオ Furaingumario?)»                                                                         | 1:11     |  |
| 51.                             | «Star Child (星の赤ちゃん Hoshi no akachan?, Star Babies)»                                                               | 0:51     |  |
| 52.                             | «A Wish (ねがいごと Negai-goto?, The Wish)»                                                                              | 0:42     |  |
| 53.                             | «Family (家族 Kazoku?)»                                                                                                  | 1:23     |  |
| 62:58                           | |          |  |

## Lanzamiento

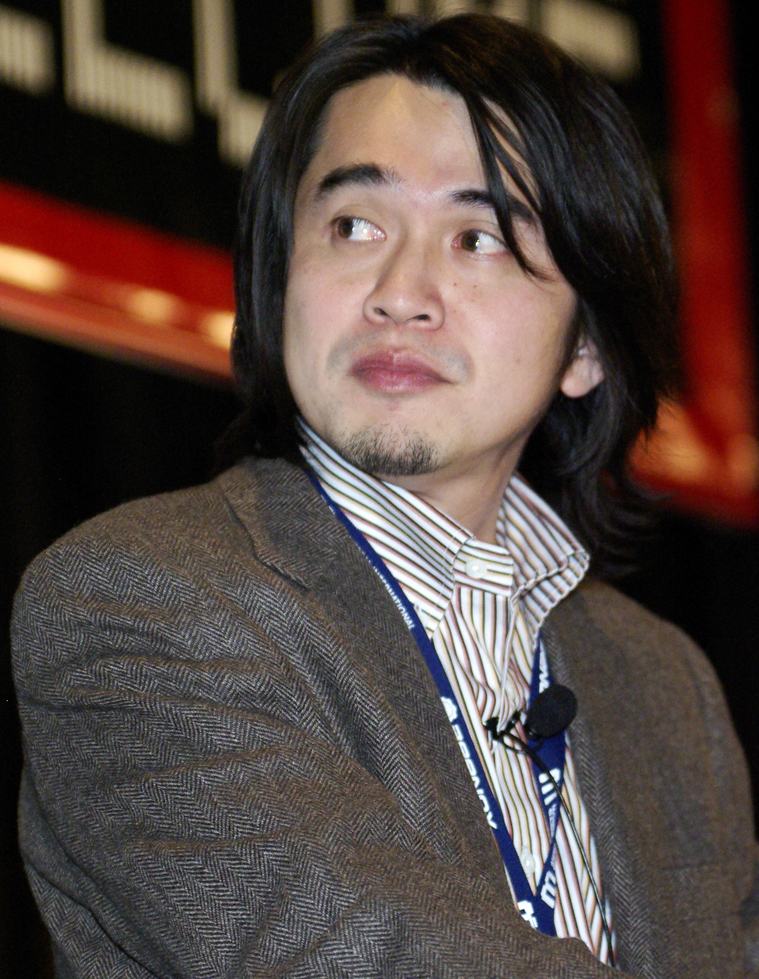
Yoshiaki Koizumi (en la imagen), director y diseñador de Super Mario Galaxy, tuvo la idea de incluir la capacidad que otorgaba el Nintendo Game Cube demostrado por medio de Super Mario 128, en un juego posterior

Horas antes de que el evento de prensa E3 que se realizó en mayo de 2006 por parte de Nintendo terminara, Miyamoto declaró: «No quiero prometer nada aún. Pero si no es un título de lanzamiento próximo, sin duda estará a la venta en los próximos seis meses». Al mismo tiempo se mostró una pieza del juego en una presentación sin demasiado contenido, junto con la revelación de la nueva consola de Nintendo. Poco después, el presidente de Nintendo de América, Reggie Fils-Aime sostuvo en una entrevista realizada para la cadena de televisión por cable, MTV, realizada el 27 de noviembre en 2006, que se tenían expectativas de que el juego fuera lanzado posiblemente en fechas cercanas a la temporada navideña de ese año. Cuando se acercaba el final de una presentacíon realizada por Miyamoto en la Game Developers Conference, en el mes de marzo de 2007, este confirmó: «Ustedes podrán jugar el título de Super Mario Galaxy este año».
En la conferencia que realizó Nintendo en el E3 de 2007 se mencionó que Super Mario Galaxy saldría a la venta el 12 de noviembre de ese año para la región de América, y cuatro días después para Europa. Para el momento en que salió a la venta, se presentaron ciertas irregularidades respecto a la distribución del mismo; por ejemplo, en Estados Unidos, era posible conseguir gratuitamente ciertas monedas coleccionables de edición limitada, al ordenar previamente una unidad del juego, que ofrecían algunas cadenas de ventas especializadas en videojuegos. Asimismo, algunos minoristas retrasaron la salida del juego para un día posterior, mientras que otros la pospusieron hasta dos días después, de acuerdo a la fecha oficial. De igual modo, ciertos vendedores ofrecían el juego un día antes de la fecha oficial para su distribución en territorio europeo. En Japón salió a la venta el 1 de noviembre de 2007 y en su primera semana logró vender 250 000 unidades. El juego fue lanzado el 12 de noviembre del mismo año en Estados Unidos, vendiendo en su primera semana 500 000 unidades y en Europa salió al mercado oficialmente el viernes 16 de noviembre de 2007.

### Relanzamientos
Super Mario Galaxy, así como varios otros juegos de Wii, fueron relanzados oficialmente para la consola Nvidia Shield Tablet en China el 22 de marzo de 2018 como resultado de una asociación entre las compañías Nintendo, Nvidia e iQiyi. El juego se ejecuta en el Nvidia Shield a través de un emulador, pero tiene modificaciones en la interfaz y el control, y admite una resolución de 1080p. Debido a la falta de controles de movimiento en el Nvidia Shield, algunos controles se reasignan, por ejemplo, el puntero en pantalla se reasigna al stick analógico derecho y el botón para elegir una galaxia se reasigna al disparador derecho.
El juego también está incluido junto con Super Mario 64 y Super Mario Sunshine en la colección Super Mario 3D All-Stars en Nintendo Switch. Fue lanzado el 18 de septiembre de 2020 en conmemoración del 35 aniversario de Super Mario Bros. e incluye versiones en alta definición de dichos juegos y sus bandas sonoras.

## Recepción

### Crítica

#### Estados Unidos e Inglaterra
Tras su lanzamiento, Super Mario Galaxy fue recibido con un amplio éxito, tanto comercial como crítico. Incluso ha sido considerado como uno de los mejores videojuegos así como uno de los más influyentes en toda la historia, de acuerdo al sitio de reseñas Top Ten Reviews, siendo asimismo uno de los más aclamados de todos los tiempos. El juego ha recibido buenas críticas por parte de varias publicaciones principales en Estados Unidos, tales como 1UP.com, ComputerAndVideoGames.com, Electronic Gaming Monthly, Game Informer, GamesRadar y GameSpy. Para la mayoría de la prensa, el atractivo principal del juego es la gran variedad de actividades que son posibles de realizar de alguna u otra manera, así como la forma en que éstas son presentadas.
En su edición de agosto de 2008, Nintendo Power catalogó a Super Mario Galaxy como el mejor juego para Wii, siendo el único juego de Mario que ha obtenido el primer lugar dentro de sus listas de puntuación, además de ser la primera ocasión que se votó unánimemente para que este alcanzara el primer puesto. El NTSC de Reino Unido dijo que Galaxy «influirá en las percepciones de juego, asegurándose de llenar todos los vacíos en donde se haya perdido la pasión por los videojuegos». IGN llamó al juego «el mejor juego para la Wii, pues es una experiencia absolutamente agradable»; además lo calificó como «uno de los grandes juegos de plataformas que debe ser jugado alguna vez en la vida».
GameSpot elogió la forma de juego y el diseño de los niveles diciendo que «si alguna vez hubo algún juego propio para Wii, ese es Super Mario Galaxy». Asimismo consideró que los jefes eran demasiado fáciles de vencer, aunque en la segunda fase del juego los objetivos comienzan a ofrecer un verdadero reto incluso para los jugadores experimentados. GamePro sostuvo que el título «incrementa la capacidad en términos de lo que la consola Wii puede hacer». A su vez, Game Revolution notó que la variedad del gameplay produce un ángulo en la cámara bastantante fiable, que puede facilitar el uso de los controles. Varios críticos han expresado quejas de menor importancia respecto a algunos aspectos del juego. Igualmente felicitaron el manejo de la cámara, a pesar de tener numerosos ángulos que se puedan proyectar debido a la forma esférica que varios niveles producen, «la visibilidad es casi siempre excelente». La falta de control en la cámara plantea, sin embargo, algunos problemas; el editor de IGN, Matt Casamassina, notó que la cámara automática «trabaja la mayoría de las veces muy bien», aunque ocasionalmente se «tambalea». El editor de GameSpot, Alex Navarro, encontró que uno de los poderes que puede obtener Mario, el «Traje Boing» (en inglés: Spring Suit), dificulta unas cuantas veces mantener bajo control al personaje.
Los críticos consideraron que las gráficas del juego eran muy buenas, en tanto que una minoría afirma que son las más avanzadas técnicamente en la consola desde su introducción al mercado. En cuanto al estilo gráfico, el sitio IGN mencionó: «El aspecto artístico, a pesar de estar contenido en una atmósfera caótica y desordenada, conserva cierto encanto gracias a la buena cantidad de colores». Respecto al diseño del juego comentaron: «A pesar de un ambiente siempre sano y simplista, con ciertos toques infantiles, los críticos suelen coincidir en que la banda sonora es muy buena, con piezas musicales mejores que los anteriores juegos en 3D». Al final de su evaluación, los editores del sitio mostraron su desilusión ante la falta de doblaje en los personajes.
En el análisis realizado por el sitio EuroGamer, se comentó sarcásticamente que el juego «[...] es una vergüenza. Es una vergüenza para los plataformas. Es una vergüenza para las aventuras. Es una vergüenza para Nintendo y para Wii. ¿A qué hemos estado jugando estos diez años desde que Super Mario 64 salió? Esto es lo que un videojuego debería ser». Ante ello, le otorgó una calificación de 10, pues se consideró que los controles del juego eran un tanto «mejores» que la de su predecesor para la Nintendo 64. Jason Venter del sitio HonestGamers.com, elogió el contenido del juego, puntuándolo con un 10; añadió que la esencia del juego radica en que «la diversión comienza con los niveles, que comienzan con Mario surcando el espacio antes de aterrizar en un planeta que sirve como punto de partida de la zona. A partir de ahí, tendrá que satisfacer ciertos requisitos para poder progresar [...] Cada área mezcla objetivos tan a menudo que es casi imposible aburrirse, porque siempre hay algo nuevo a la mano» y comentó acerca de la banda sonora que «[...] El potencial del juego se extiende hasta el audio, aunque también en las gráficas. Simplemente no hay duda de que Super Mario Galaxy es uno de los juegos más bellos de Wii en todo. A veces, parece casi como si estuviera en casa jugando en la Xbox 360, con un detalle increíble de texturas y de iluminación»; asimismo destacó que el juego tiene una duración considerable.
Cabe señalarse, que varios sitios web —en especial GameRankings—, han considerado que, de acuerdo a un promedio porcentual respecto a las reseñas y críticas que ha recibido Galaxy, este ha alcanzado puntuaciones cercanas a las de otros juegos de aclamción similar, destacando el juego de The Legend of Zelda: Ocarina of Time; este título logró múltiples elogios por parte de diversas críticas, por lo que Galaxy es considerado generalmente como el segundo título en alcanzar elogios abrumadores por parte de la crítica en general y de los medios especializados. Sin embargo, Galaxy 2 sí logró superar al juego de la saga de Zelda. Asimismo, Grand Theft Auto IV logró una buena acogida por parte de la crítica, teniendo puntuaciones perfectas casi unánimes, pero aun así, dicho juego no logró superar en críticas favorables al título de Mario. IGN colocó al juego dentro de su lista del «Top 25 de los juegos par Wii», donde obtuvo la 2.º posición; sin embargo, su secuela fue quien obtuvo el primero puesto.

#### Hispanoamérica y España
A pesar de que el juego está dirigido hacia un público anglosajón, no estuvo exento de críticas dentro del mundo hispano, sobreabundando con puntuaciones positivas acerca de la gran creatividad con la que el gameplay fue desarrollado y producido, debido a sus «elementos innovadores».
El sitio de análisis y reseñas sobre videojuegos Meristation, calificó el juego como «Obra Maestra», con una puntuación de 10 sobre 10; Fernando Borrego Polo, del mismo sitio, comentó que «Super Mario Galaxy llega para demostrar que no solamente hay hueco para el plataformas puro y castizo, sino para demostrar magistralmente que a estas alturas todavía se pueden crear nuevas obras maestras que perduren en la memoria de los jugadores; basta tomar como prueba su principal nuevo movimiento para apreciar la genialidad de Galaxy [...] Todos estos atributos hacen de Super Mario Galaxy mucho más que un grandísimo juego». Conjuntamente, Últimavida.com, expresó que la gran cantidad de elementos incluidos en la trama era algo que no se había realizado anteriormente en algún otro juego de Mario, y que combinado a la variedead de jugabilidad, hacen a este «un juego al que debes jugar, ya que puede entretener a un niño y hasta al jugador más experimentado». Varios críticos comentaron que la banda sonora que acompaña el fondo de los escenarios, es «bastante nostálgica».
El sitio en español, VicioJuegos.com calificó al juego con un 97% de los votos obtenidos durante un análisis realizado casi inmediatamente después del lanzamiento del juego, agregando que es «el verdadero sucesor espiritual de Mario 64», a lo cual añadió que Galaxy aportó una nueva forma intuitiva de juego, agregando «una nueva dimensión espacial, la 3.5D»; conjuntamente mencionó que las cámaras y los controles son «revolucionarios» y forman parte de la llamada «guerra de consolas». Daniel Escandell de Vandal.net, comentó que Super Mario Galaxy fue la secuela que alcanzó la cúspide que buscaban Super Mario 64 y Super Mario Sunshine, pero que con el paso del tiempo, Mario logró perfeccionarse y dar como resultado «una aventura sin precedentes». Además, mencionó que el impacto que generó, fue tal que incluso lo consideró mejor «coreografiado [que Sunshine] y [además contiene] un mejor despliegue gráfico [respecto a sus predecesores]»; además realizó una pequeña comparación con otros juegos tales como Metroid Prime 3: Corruption y The Legend of Zelda: Twilight Princess.

#### Premios
Algunos comentarios realizados por varios analistas sugirieron que este título sería el «Juego del año» de 2007. Casi a finales de dicho año, Super Mario Galaxy fue nombrado «Juego del año» por varios sitios de reseñas, tales como IGN, GameSpot, Nintendo Power, Game Trailers, Edge, y Yahoo! Games. El 7 de febrero de 2008, el juego recibió el premio al «Mejor juego de aventuras» en los Interactive Achievement Awards de la Academy of Interactive Arts & Science (Academia de Artes y Ciencias Interactivas). El juego ocupó el tercer puesto en la lista de los «100 mejores títulos de Nintendo de todos los tiempos» realizada por la Official Nintendo Magazine. También, el 10 de marzo de 2009, ganó el premio «Juego del año» en la 5.ª entrega de premios a videojuegos de la Academia Británica. El Libro Guinness de Récords Mundiales clasificó a Super Mario Galaxy en el puesto 29 de su lista de los 50 mejores juegos para consola de todos los tiempos en función de su impacto inicial y de su legado duradero. El 29 de noviembre de 2009, fue nombrado como el juego número 1 de todos los tiempos para la consola Wii por el sitio IGN.

#### Controversia
A pesar del enorme éxito que obtuvo el juego a nivel mundial, varios sitios de Internet opinaron, a manera de bulo, que era posible localizar un mensaje subliminal escrito involuntariamente en el título del juego como un supuesto huevo de Pascua. Dicho mensaje consistía en que, si se ordenaban distintas letras en el orden correcto, letras que se encontraban marcadas por una pequeña estrella en un ángulo inferior de las mismas, era posible obtener una frase con un tono homófobo. Esto impulsó a varios seguidores de la serie a negar toda esa información durante varias semanas. Sin embargo, en el tráiler mostrado en el Nintendo Gamers Summit, el logotipo de la secuela fue modificado para evitar cualquier polémica.
Galaxy fue traducido aproximadamente a 35 idiomas, de entre los cuales la versión de Quebec también fue objeto de controversia. La traducción realizada al francés en dicha región fue criticado como «deplorable», por estar familiarizado con el acento de la prensa canadiense. El juego se tradujo a la jerga común utilizada en la zona de Montreal, en Canadá. Nintendo de Canadá, afirmó que el juego fue traducido en Seattle, y después fue aprobado por Nintendo de América. La traducción realizada fue hecha con el fin de poder ser localizada fácilmente en el mercado.

### Impacto comercial
Al igual que los otros juegos en 3D de la serie Super Mario, Super Mario Galaxy obtuvo un gran éxito comercial alrededor del mundo. Solamente en territorio estadounidense se vendieron un total de 4,1 millones de copias del juego; asimismo, en Japón se lograron comercializar 1,5 millones de ejemplares. Desde los primeros días de su lanzamiento en el país nipón, el juego ocupó el primer lugar en las listas de los más vendidos y en su primera semana se comercializaron 256 000 ejemplares. A pesar de su rápida distribución, en la segunda semana logró agotarse con una venta tres veces mayor a la alcanzada inicialmente. Después de dos meses, se habían vendido más de 740 000 copias. Tiempo después se confirmó la cifra oficial de ventas en Japón desde la fecha de su lanzamiento hasta el 19 de febrero de 2010, que alcanzó el millón de copias.
En Estados Unidos hubo 620 000 compradores del juego en su primera semana de lanzamiento y 2 500 000 en un mes y medio; en Europa se compraron 180 000 ejemplares durante la misma semana. Dos meses después de su lanzamiento a nivel mundial, se habían vendido más de cinco millones de copias. A pesar de haber logrado un enorme éxito comercial, Super Mario Galaxy no pudo conseguir los mismos resultados que obtuvo la primera entrega en 3D de la saga, Super Mario 64, publicada en 1996 para la consola Nintendo 64, cuyas cifras de venta ascendieron a casi doce millones de unidades en todo el mundo. Sin embargo, logró una mejor recepción con respecto a su «hermano mayor», Super Mario Sunshine, lanzado para la consola Nintendo GameCube en 2003, que vendió poco más de seis millones de unidades. Hasta el 31 de marzo de 2009, Nintendo logró vender la cantidad de 8,2 millones de copias de Super Mario Galaxy a nivel mundial. A su vez, se convirtió en el tercer juego más vendido no incluido con la consola u otro accesorio, además de ser el séptimo mejor título vendido y publicado por Nintendo para Wii; los otros cuatro son Wii Sports, Wii Play, Wii Fit y Mario Kart Wii, que sí fueron vendidos junto con la consola y otros accesorios. De acuerdo a la revista Famitsu, a 9 de julio de 2008 se habían vendido 912 746 copias del juego solamente en Japón. De acuerdo al National Purchase Diary Group, desde el lanzamiento de Wii, Super Mario Galaxy se ha convertido en el tercer juego más vendido para dicha consola en Canadá, desde el 1 de abril de 2008. Gracias al rotundo éxito que el título adquirió, este entró a la lista Player's Choice, un compendio de juegos estilo best seller publicados por Nintendo, donde se engloban los juegos cuyas ventas han sido altas alrededor del mundo.

#### Licencia
En 2008, la sociedad de ventas Enterplay comenzó a comercializar cromos con la imagen de Super Mario Galaxy, lanzando un total de 100 tarjetas básicas y otras 15 cartas especiales de colección, hechas a base de aluminio.

El juego permitió la creación de productos relacionados con el título, tales como peluches de felpa, estatuillas, llaveros, y demás mercancías, que sumados a la gran mercadotecnia heredada por sus predecesores, permiten un impacto aún mayor sobre la recepción e imagen de Mario, junto con sus demás amigos y personajes que aparecen a lo largo de la serie.

## Secuela
En una entrevista realizada en el ejemplar 1000 de la revista de videojuegos japonesa Famitsu, Miyamoto dijo estar interesado en el desarrollo directo de una nueva entrega de Mario, con el mismo gameplay y el mismo sistema de planetoides. Durante un evento de prensa respectivo al E3 2009, realizado en Los Ángeles, California, Nintendo anunció que efectivamente se estaba produciendo un segundo episodio de la serie, Super Mario Galaxy 2; no se detallaron muchas cosas en ese instante, pero se afirmó que este estaría listo para ser comercializado durante 2010.
La mayoría de los niveles del juego fueron desarrollados con aproximadamente un 10% del concepto usado en la primera parte. En avances mostrados del juego, es posible apreciar nuevos trajes y poderes que Mario puede obtener, así como la posibilidad de montar y controlar a Yoshi, de una manera similar a como lo hizo en Super Mario World, para la consola Super Nintendo Entertainment System. Miyamoto comentó al respecto que:

«Personalmente creo que Super Mario Galaxy fue capaz de proporcionar varios conceptos verdaderamente innovadores y totalmente únicos, a pesar de que algunos elementos de la serie que se han mantenido muy conservadores a través del desarrollo de la misma hayan intervenido sobre su diseño. [...] Pero cuando hagamos una nueva entrega para la saga de The Legend of Zelda y tal vez un nuevo Super Mario Galaxy, yo realmente espero que esos títulos se vean de una manera más novedosa y más fresca que sus versiones anteriores».
—Shigeru Miyamoto; 31 de octubre, 2008.

El productor del juego, Yoshiaki Koizumi, en una entrevista realizada por el sitio de Internet sobre reseñas de videojuegos GameSpot, dijo que «habría una posibilidad muy alta» de que varios de los trajes (en inglés: suits) y poderes (power-ups) no fueran usados en el desarrollo de una secuela de Super Mario Galaxy.
El título fue lanzado a la venta el 23 de mayo de 2010 en América y días después, el 27 de mayo, en Japón, concluyendo su lanzamiento dentro de los mayores mercados clave el 11 de junio de 2010, cuando salió a la venta en territorio europeo.